# Naiguatá (cacique)
Naiguatá fue un cacique Caribe de Venezuela que se opuso a la colonización española a mediados del siglo XVI de quien heredan el nombre tanto el cerro de 2.765 metros de altitud llamado Naiguatá, así como el pueblo de Naiguatá, hoy en el estado La Guaira.

## Biografía

### Afición por las gaviotas
Según las leyendas indígenas, el cacique era fuerte y en cierta manera romántico. Como rasgo curioso de su espíritu tenía verdadero amor por las gaviotas, por esto Naiguatá pasaba horas y horas contemplando embelesado a dichas aves.
Se dice que le gustaba estar solo, y en todo caso acompañado de sus gaviotas que eran su única compañía.

### Llegada de los conquistadores
También se dice que en la época en que los españoles llegaron a su territorio, él los recibió, pero uno de los españoles mató de un arcabuzazo a una de sus amadas gaviotas, enfurecido por lo que consideraba un acto salvaje, Naiguatá le pidió al comandante de los españoles le entregara el cabo que había matado al ave pero el comandante español se negó, por lo que Naiguatá asaltó el fuerte de los españoles hasta dar con el autor de la muerte de su gaviota y cuando lo iba a matar una ola de gaviotas cruzó el cielo. Naiguatá interpretó el episodio como una señal de perdón que le otorgaban las gaviotas a ese hombre y lo dejó ir libre. Naiguatá murió de vejez años después.
- Datos: Q5738747